# P. Chidambaram

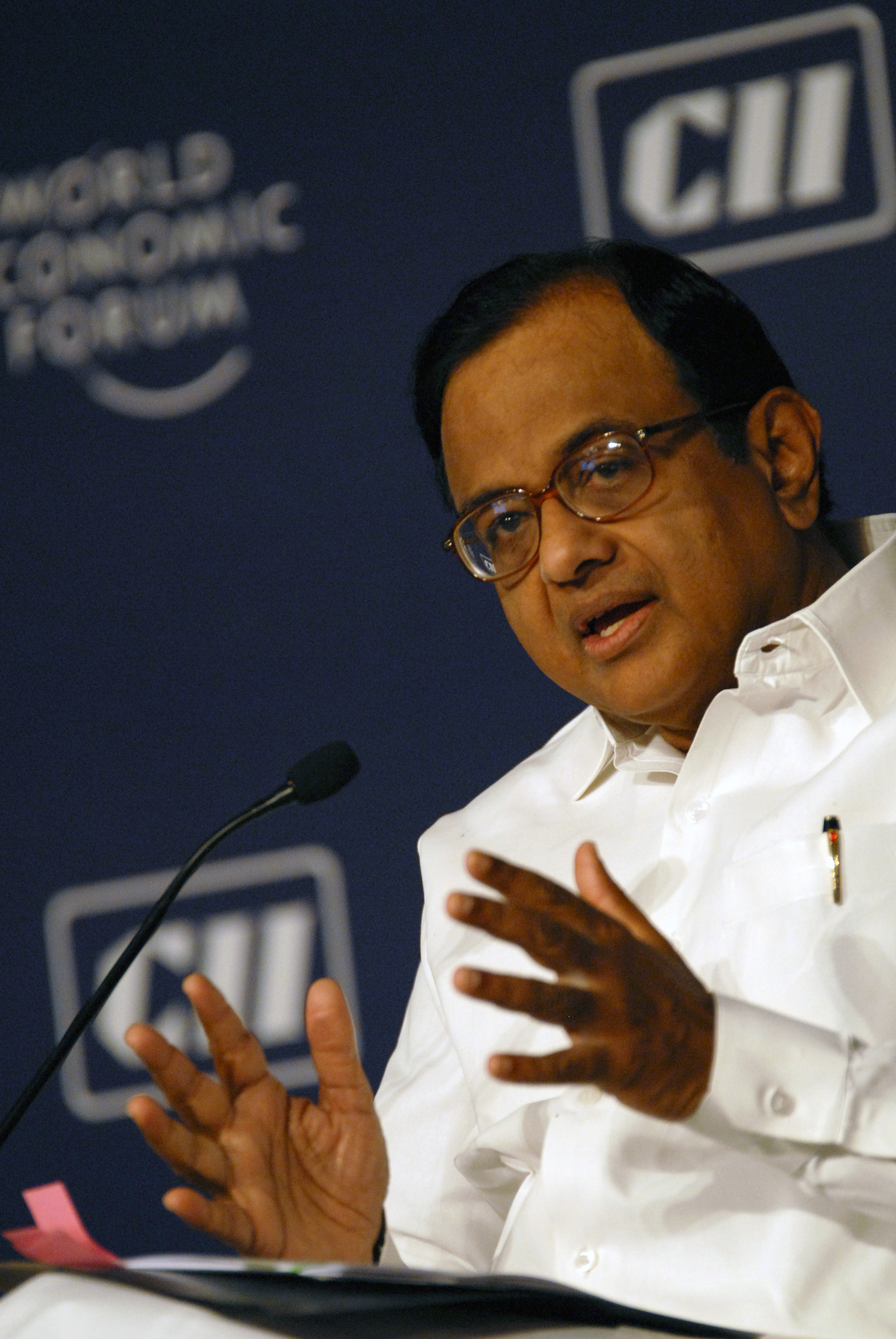
P. Chidambaram (Aufn. 18. November 2008 in New Delhi)

P. Chidambaram (Palaniappan Chidambaram, Tamil: ப. சிதம்பரம்; * 16. September 1945 in Kandanur, Tamil Nadu) ist ein indischer Politiker des Indischen Nationalkongresses. Im ersten indischen Unionskabinett unter Premierminister Manmohan Singh war er von Mai 2004 bis November 2008 Finanzminister und nach dem Rücktritt von Shivraj Patil Innenminister. Danach war er im zweiten Kabinett Manmohan Singh von 2009 bis 2012 Innenminister und von 2012 bis 2014 wieder Finanzminister.
P. Chidambaram war bereits Finanzminister in der Regierung der United Front unter Premierminister Vajpayee von 1996 bis 1998 und davor Staatsminister in den Rajiv Gandhi/Narasimha Rao-Regierungen in verschiedenen Ministerien.

## Biografie
P. Chidambaram wurde als Sohn von L. Palaniappa Chettiar und Lakshmi Achi und wurde im Ort Kandanur im Distrikt Sivaganga des heutigen Bundesstaates Tamil Nadu in eine Hindu-Familie aus der Kaste der Chettiar geboren. Die Chettiar haben es als Geschäftsleute zu großem Einfluss in dem südindischen Bundesstaat gebracht. Nach dem Schulbesuch im Madras Christian College Hr.Sec.School in Chennai erhielt er den B.Sc. in Statistik am Presidency College, den Bachelor of Law (B.L.) am Madras Law College und den Master in Business Administration (MBA) an der Harvard Business School der Harvard-Universität. Ab 1969 war er als Rechtsanwalt am  Madras High Court tätig und später am Supreme Court in Chennai und an verschiedenen Obergerichten, auch in New Delhi. In die Lok Sabha wurde er 1984 erstmals gewählt (Wiederwahlen 1989, 1991, 1996, 1998 und 2004).
Er ist mit Nalini Chidambaram, Rechtsanwältin, verheiratet und sie sind die Eltern von dem einzigen Sohn Karti P. Chidambaram.